# Cekanów (powiat piotrkowski)
Cekanów – wieś w Polsce położona w województwie łódzkim, w powiecie piotrkowskim, w gminie Rozprza.
Wieś duchowna Czekanów, własność opactwa cystersów w Sulejowie położona była w końcu XVI wieku w powiecie piotrkowskim województwa sieradzkiego. W latach 1975–1998 miejscowość należała administracyjnie do województwa piotrkowskiego.
6 września 1939 żołnierze z oddziału niemieckiej 1 Dywizji Pancernej zamordowali 12 osób cywilnych w tym 8 uchodźców z innych miejscowości.